# 金史良
金史良（韓語：김사량，1914年3月3日—1950年）是朝鲜民主主义人民共和国小说家，本名金时昌（김시창）。他是日朝双语作家。

## 生平
金史良原名金时昌，1914年3月3日出生于日治朝鲜的平壤，其母曾留学美国，母及其姐均为虔诚的基督徒，家庭属于平壤的两班阶层，家境十分富裕，其兄金时明后来成为了日本朝鲜总督府的首任朝鲜人专卖局长。
1932年冬，因在中学三年级时卷入日本人及朝鲜人的冲突事件，他前往日本留学，1933年進入兄长所读的佐贺高等学校（现佐贺大学），就读文科乙类。其后开始用日语写作，首次公开发表的作品是登载在其毕业纪念志上的《荷》。1935年，升入东京帝国大学文学部，专业为德国文学。毕业后，开始在同人杂志《文艺首都》上发表作品，同时也在朝鲜发行的杂志上用朝鲜语发表文章。其在《文艺首都》上用日语发表的作品《走向光明》（一译《光之中》）曾在1940年入围第十届芥川奖候选，是首位获提名芥川奖的朝鲜人作家。其后用日语在数个重要的日本文学杂志上发表了小说，表现日本殖民下朝鲜人的悲惨现实。其中1941年发表的短篇小说《Q伯爵》是受到鲁迅《阿Q正传》的影响而创作的（原用朝鲜语创作，名为《我在拘留所里遇见的男人》（유치장에서 만난 사나이），1941年2月发表于《文章》（문장）期刊，1942年用日语发表于其作品集《故乡》，日语版与朝鲜语版相比有一些改动，如朝鲜语本“王伯爵”日语版改为“Q伯爵”等等），其主人公Q伯爵是“亲日派”朝鲜人之子，因对其父的怨恨，故意自称是无政府主义者而屡次被抓进看守所，最后在和流民、难民的接触中“觉得自己好像得到了拯救一样”，这个如阿Q一般“具有零余者特征的殖民地知识分子”因此而获得了新生。
其后由于日本政府逼迫朝鲜人作家鼓吹“内鲜一体”，金史良在1941年12月9日被检举，次年1月份被释放。当年二月他回到朝鲜，1943年用日语发表了长篇小说《太白山脉》，这也是他最后一篇日语作品。在日本政府的压力下，他被迫用朝鲜语在朝鲜总督府官方发行的《每日新报》上发表了《海军行》、《海军之歌》等“宣传小说”。由于被迫写作亲日文章，1944年他不再进行写作，而在大同工业专门学校教授德语。1945年2月，金史良被日本政府的“国民总力朝鲜联盟士兵后援部”作为“在支朝鲜出身学徒兵慰问团”的成员派遣至北京，宿于北京饭店的236号房，他抓住此次机会逃亡到抗日解放区。5月29日上午他乘火车从北京站出发，30日下午4点15分他在顺德站（即今邢台站）下车，由地下工作者带领、以徒步及人力车的方式突破日军封锁，31日凌晨3点15分到达华北朝鲜独立同盟的联络站，6月2日抵达朝鲜义勇军的太行山根据地参加作战，6月末7月初到达华北朝鲜独立同盟总部所在的涉县南庄村。其后他将这段逃亡经历写成小说《延安亡命记》（연안망명기）在《民生报》上连载，1946年3月将其改名为《驽马万里》（노마만리）。
日本战败后金史良回到了朝鲜。朝鲜战争开始时，他于1950年6月参加了朝鲜人民军并随之南下，期间发表《英勇战斗的朝鲜人民》、《队伍向着太阳》、《同志们，看见海了！》等作品，均在20世紀50年代出版过汉译本。1950年10月左右他在江原道原州附近落伍失踪，被认定死亡，时年36岁。

## 纪念
2005年8月5日，在河北省元氏县黑水河乡胡家庄村南，元氏县人民政府、吉林延边作家协会及韩国实践文学社为纪念抗日战争胜利六十周年，建立了三通抗日文学碑，其中右边一通为金史良抗日文学碑。
2013年6月，朝鲜民主主义人民共和国政府追赠金史良共和国英雄称号，但汉字被写成了“金思良”。